# Disney100 – Die große Jubiläumsshow
Disney100 – Die große Jubiläumsshow war eine große Liveveranstaltung, die von UFA Show & Factual produziert und in Zusammenarbeit von RTL Television am 2. Dezember 2023 auf RTL  gezeigt wurde. Die Show behandelte das 100-jährige Jubiläum von Disney und blickte auf Klassiker, ikonische Filme, Blockbusterfilme sowie Lieder aus der Geschichte Disneys zurück. Die Sendung wurde nur einmalig ausgestrahlt und war nicht bei RTL+ zu sehen. Als Grund nannte RTL rechtliche Gründe – die zahlreichen Ausschnitte der Filme betreffend, die nur eine einmalige und für heutige Verhältnisse eher ungewöhnliche Ausstrahlung erlauben.

## Beschreibung
Mit Show Disney100 – Die große Jubiläumshow blickte RTL auf die letzten 100 Jahre Disney zurück.

## Produktion
Am 21. September 2023 in den EMG Germany Studios in Hürth bei Köln wurde die Show bereits von UFA Show & Factual voraufgezeichnet.